# جمانو
جمانو (به ایتالیایی: Gemmano) یک کومونه در ایتالیا است که در استان ریمینی واقع شده‌است.

## خصوصیات
جمانو ۱۹٫۲ کیلومترمربع مساحت و ۱٬۱۸۶ نفر جمعیت دارد و ۴۰۴ متر بالاتر از سطح دریا واقع شده‌است.